# Tirà reial de coroneta groga
El tirà reial de coroneta groga (Myiozetetes cayanensis) és un ocell de la família dels tirànids (Tyrannidae).

## Hàbitat i distribució
Habita boscos, clars i matolls sovint a prop de l'aigua de les terres baixes, des de Panamà, Colòmbia, oest i nord de Veneçuela i Guaiana, cap al sud, per l'oest dels Andes, fins al sud-oest de l'Equador i, a través de l'est de l'Equador i Amazònia, centre i sud-est del Brasil fins l'extrem sud-est del Perú i nord i est de Bolívia.